# 曹幹
曹 幹（そう かん、? - 261年）は、中国三国時代の魏の皇族。別名は曹良。父は曹操。母は陳姫。
| 姓名           | 曹幹                                                                                      |
| 時代           | 後漢時代 - 三国時代                                                                       |
| 生没年         | ? - 261年（景元2年）                                                                      |
| 字・別号       | 曹良（別名）                                                                              |
| 本貫・出身地等 | 豫州沛国譙県                                                                              |
| 職官           | 〔不詳〕                                                                                  |
| 爵位・号等     | 高平亭侯〔曹操〕→頼亭侯〔曹操〕 →弘農侯〔曹操〕→燕公〔曹魏〕 →河間王〔曹魏〕→趙王〔曹魏〕 |
| 陣営・所属等   | 曹操→曹丕→曹叡 →曹芳→曹髦→曹奐                                                            |
| 家族・一族     | 父：曹操 母：陳姫 異母兄：曹丕 甥：曹叡                                                   |

初め高平亭侯に封じられたが、領国替えが続き、その間に侯から公に爵位が進められた。222年に河間王、232年に趙王に封じられた。234年、曹幹は禁令を犯し賓客と交際した。景初・正元・景元の各年間に加増が続き、計5千戸を領した。
母の陳姫は曹操の妾だったが、曹幹が3歳の時、亡くなった。そのため彼は王昭儀の手によって養育された。さらに彼が5歳の時、曹操の病が重くなった。『魏略』によると曹操は涙を流しながら、曹幹の異母兄の曹丕に「この子は5歳で両親を失おうとしている。よろしく頼む」と言い残した。曹操が死去すると曹丕（文帝）は曹幹を傍に置き、他の弟たちよりも厚遇したという。また曹幹が曹丕の事を父と呼んだため、曹丕は「私はお前の兄だ」と言って不憫に思い涙を流した。因みに曹丕と曹幹の年齢の差は数えで30もあった。
261年に没した。
小説『三国志演義』には登場しない。